# Tour Majunga
Tour Majunga Este o clădire de birouri din districtul financiar La Défense din orașul francez Puteaux. Zgârie-nori inițial a fost construit în 2014 și avea 194 de metri.
Arhitectul acestui turn de nouă generație este Jean-Paul Viguier. Dezvoltatorul și promotorul acestuia este Unibail-Rodamco. Turnul a fost inaugurat pe 25 septembrie 2014.
Unibail-Rodamendo a semnat primul contract de închiriere pe termen lung cu Axa Investment Directors pentru primele optsprezece niveluri inferioare ale turnului. Deloitte ocupă etajele 21-39 ale turnului.